# 妻ふたたび
『妻ふたたび』（つまふたたび）は、1972年3月から5月にかけてTBS「花王 愛の劇場」枠にて放送された昼ドラマである。沢井桂子主演。

## 放送データ
- 放送期間：1972年3月6日 - 5月5日
- 放送時間：毎週月曜 - 金曜、午後1時 - 午後1時30分
- 放送回数：45回

## 概要
1968年10月から始まった「花王 愛の劇場」の第23作目になる作品である。

## キャスト
- 野口節子 - 沢井桂子
- 山形勲
- 塚本信夫
- 古谷一行

## スタッフ
- 原案 - 高岡尚平
- 演出 - 家城巳代治、鈴木英夫
- 脚本 - 長尾広生